# Alter jüdischer Friedhof (Frankenthal)

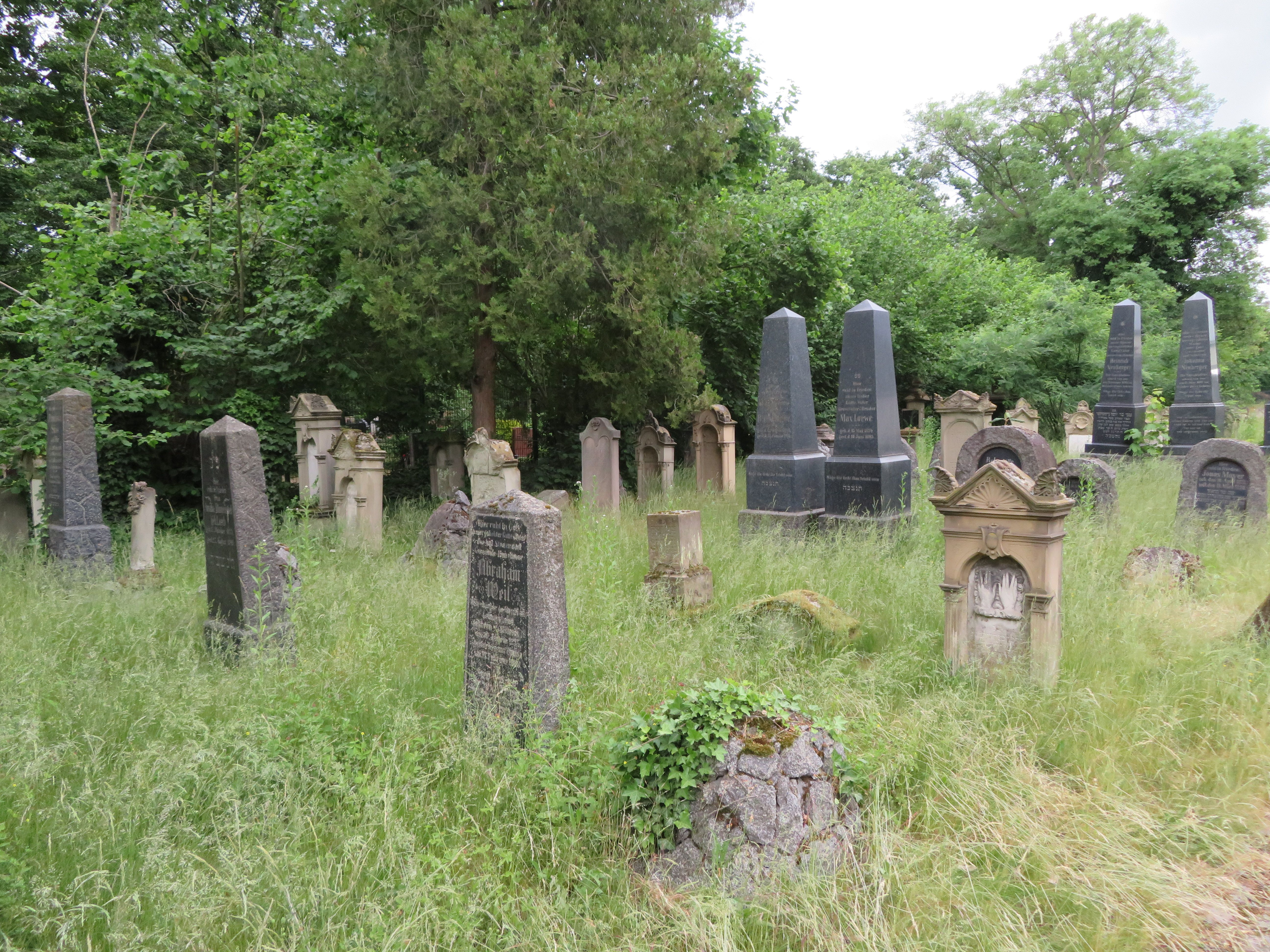
Alter jüdischer Friedhof in Frankenthal (Pfalz)

Der alte jüdische Friedhof in Frankenthal (Pfalz) in Rheinland-Pfalz wurde von 1826 bis 1915 genutzt. Der am Südrand des Parkfriedhofs liegende jüdische Friedhof mit einer Fläche von 12,20 Ar bildet eine Denkmalzone nach dem rheinland-pfälzischen Denkmalschutzgesetz.

## Geschichte
In Frankenthal bestand ab etwa 1770 eine jüdische Gemeinde. Ihre Toten wurden zunächst wohl auf dem Heiligen Sand in Worms bestattet. Ab 1802 diente der jüdische Friedhof in Heuchelheim, ein Verbandsfriedhof, als Begräbnisstätte. Da Heuchelheim etwa 1,5 Gehstunden von Frankenthal entfernt war, kaufte die jüdische Gemeinde 1820 ein Grundstück für die Anlage eines stadtnahen Friedhofs, auf dem 1826 die erste Bestattung erfolgte. Ab 1915 wurden auf diesem, inzwischen weitgehend gefüllten, Friedhofsteil nur noch einzelne Bestattungen in Familiengräbern durchgeführt. Ein neuer jüdischer Friedhof wurde im selben Jahr am damaligen Nordrand des städtischen Parkfriedhofs eröffnet. Er wird bis in die Gegenwart genutzt.
Vermutlich 1943 wurden die Grabsteine im Südteil des alten jüdischen Friedhofs durch die Frankenthaler Stadtverwaltung abgeräumt. Die so gewonnene Fläche wurde zur Beisetzung von nichtjüdischen Zwangsarbeitern aus Polen, Belarus und der Ukraine genutzt.

## Beschreibung

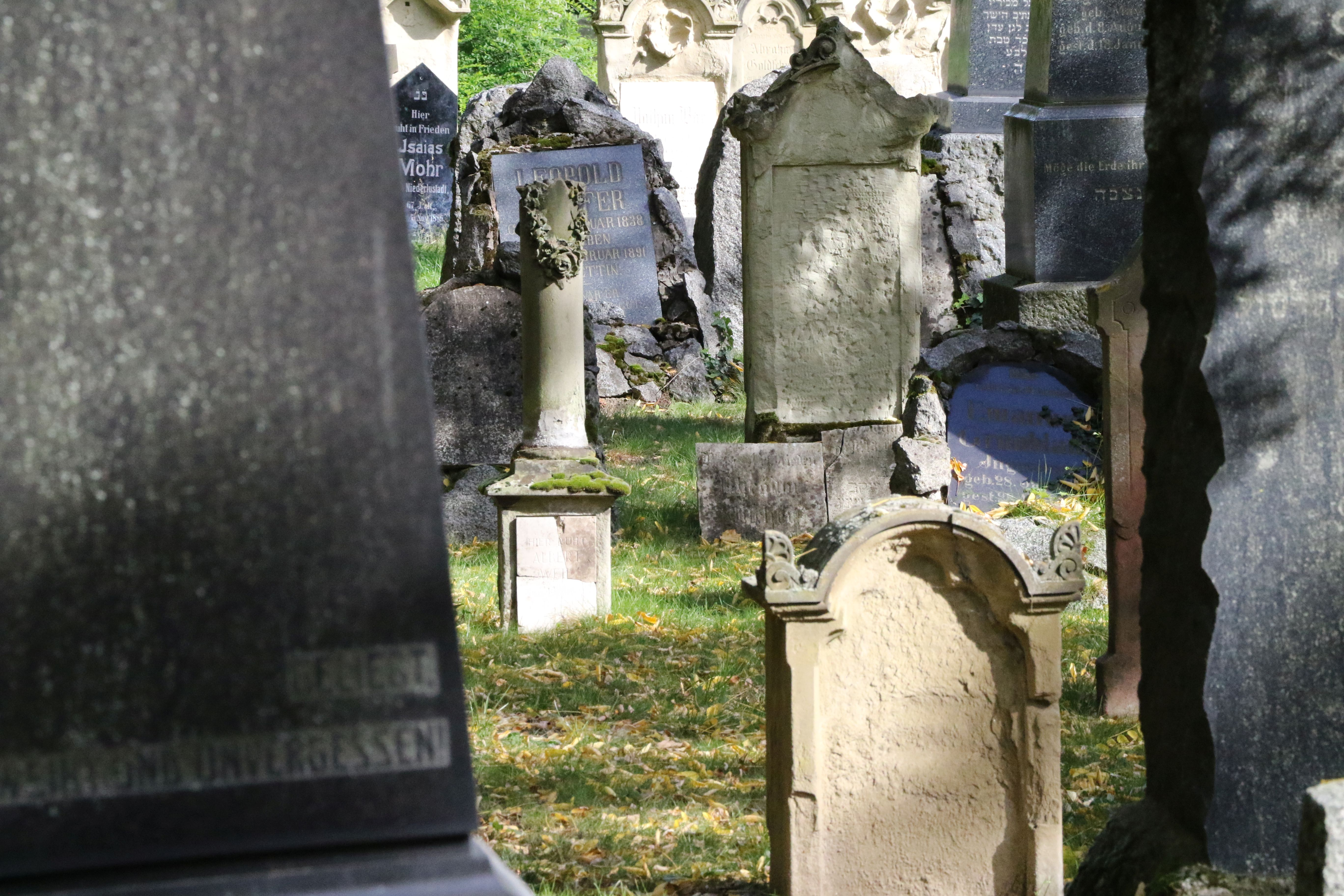
Grabsteine im erhaltenen Friedhofsteil

Auf dem Nordteil des alten jüdischen Friedhofs haben sich 133 Matzewot (Grabsteine) erhalten. Auf dem Zwangsarbeiterfriedhof im Südteil befinden sich 156 Grabsteine und ein Sammelgrab für 12 Kinder. 